# Neuropatía sensorial hereditaria tipo I
La neuropatía sensorial hereditaria tipo I es un trastorno neurologico hereditario progresivo, el cual se caracteriza por pérdida de la sensación del tacto de las extremidades (especialmente sus partes distales manos y pies) causada por  anormalidades neuronales (neuropatía periférica), parestesia, una sensación de detección reducida del calor y frío, y perturbaciónes autónomicas.Es la forma más frecuente de un grupo de neuropatías periféricas  que afectan a las neuronas o axones.

## Descripción
Los síntomas de esta condición afectan generalmente el sistema nervioso periférico.
La edad en la que se presentan los síntomas depende persona por persona, pero generalmente se presentan entre la infancia y la adultez temprana.
Las personas con esta enfermedad típicamente presentan los siguientes síntomas: pérdida de sensación del tacto especialmente en las partes distales de las extremidades superiores e inferiores (las manos y los pies), parestesia, pérdida de la detección del frío y del calor, deterioracion/degeneración muscular que posteriormente causa debilidad de la misma, perturbaciones autonomícas (tales como del sudoramiento) y úlceras cutáneas.
Características adicionales de esta enfermedad incluyen fracturas espontáneas, osteomielitis, y necrosis y artropatia neuropatíca que puede requerir una amputación.[2]
Los síntomas menos comunes son la sordera (generalmente progresiva), tos crónica y reflujo gastroesofágico.[2]

## Causas
Está condición es causada por mutaciones autosomicas dominantes en los genes SPTLC1 y/o SPTLC2, estos genes dan a luz la creación de una enzima llamada serina palmitoiltransferasa, la cual es esencial para la creación de esfingolípidos, los cuales son vitales para la función normal de los nervios, las mutaciones en estos genes (especialmente en SPTLC1) crean bases desoxiesfingoideas, las cuales se acumulan en neuronas sensoriales y causan la disfunción de los mismos, este último dato es el que genera la mayoría de los síntomas de esta enfermedad.

## Etimología
Esta enfermedad fue descubierta por primera vez en 1922 por Hicks et al., cuando describieron a una familia inglesa en la cual 10 de sus miembros sufrían de úlceras cutáneas recurrentes, dolores punzantes y sordera, usualmente tenían un "corn" en el dedo gordo del pie, los síntomas de la enfermedad que fueron mencionados en la sección "Descripción" de este artículo también fueron encontrados en estos individuos. Entre 20 y 30 familias con HSN1 han sido registradas en la literatura médica.
La prevalencia estimada de esta condición es aproximadamente de 1 de cada 100,000 nacimientos vivos.